# Lekkoatletyka na Letnich Igrzyskach Olimpijskich 1900 – bieg na 200 metrów mężczyzn
Bieg na 200 metrów na Letnich Igrzyskach Olimpijskich w 1900 roku w Paryżu rozegrano 22 lipca 1900 w Lasku Bulońskim. Startowało 8 lekkoatletów z 7 krajów. Konkurencja ta po raz pierwszy zagościła na igrzyskach olimpijskich. Zawodnicy startowali na bieżni o obwodzie 500 metrów.
Zawody składały się z eliminacji i finału. W ramach eliminacji rozegrano dwa biegi. Dwóch najlepszych zawodników z każdego biegu wchodziło do finału.
Mistrzem olimpijskim został Amerykanin Walter Tewksbury.

## Rekordy
Tabela przedstawia najlepszy wynik, uzyskany na świecie przed rozpoczęciem zmagań w lekkoatletyce na Letnich Igrzyskach Olimpijskich 1900. Wówczas nie prowadzono jeszcze oficjalnych statystyk, z tego względu podany rekord świata jest nieoficjalny. 
| Nazwa         | Zawodnik    | Czas | Miejsce                     | Data           |
| ------------- | ----------- | ---- | --------------------------- | -------------- |
| Rekord świata | Jim Maybury | 21,4 | Chicago (Stany Zjednoczone) | 5 czerwca 1897 |

## Eliminacje

### Bieg 1
| Poz. | Zawodnik              | Kraj              | Wynik    | Uwagi |
| ---- | --------------------- | ----------------- | -------- | ----- |
| 1.   | William Holland       | Stany Zjednoczone | 24,0     | Q     |
| 2.   | Norman Pritchard      | Indie Brytyjskie  | nieznany | Q     |
| 3.   | Adolphe Klingelhoefer | Francja           | nieznany |       |
| 4.   | Ernő Schubert         | Węgry             | nieznany |       |

### Bieg 2
| Poz. | Zawodnik          | Kraj                 | Wynik    | Uwagi |
| ---- | ----------------- | -------------------- | -------- | ----- |
| 1.   | Stanley Rowley    | Australia            | 25,0     | Q     |
| 2.   | Walter Tewksbury  | Stany Zjednoczone    | (25,1)   | Q     |
| 3.   | Yngvar Bryn       | Norwegia             | nieznany |       |
| 4.   | Albert Werkmüller | Cesarstwo Niemieckie | nieznany |       |

## Finał

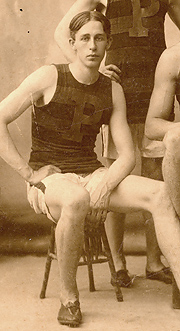
Walter Tewksbury

| Poz.   | Zawodnik         | Kraj              | Wynik  | Uwagi |
| ------ | ---------------- | ----------------- | ------ | ----- |
| złoto  | Walter Tewksbury | Stany Zjednoczone | 22,2   | OR    |
| srebro | Norman Pritchard | Indie Brytyjskie  | 22,8   |       |
| brąz   | Stanley Rowley   | Australia         | 22,9   |       |
| 4.     | William Holland  | Stany Zjednoczone | (22,9) |       |